# Marlesovo naselje
Marlesovo naselje je naziv za urbano sosesko atrijskih vrstnih hiš v Mestni četrti Tezno v Mariboru, umeščeno na stik s Tezensko Dobravo. Soseska je bila zgrajena v 80-ih letih dvajsetega stoletja. Kot izhaja že iz imena je objekte gradilo podjetje Marles iz Maribora.  